# ゴクラクインコ
ゴクラクインコ（極楽鸚哥、学名：Psephotus pulcherrimus）は、オウム目オウム科に属する鳥類。絶滅種。

## 分布
オーストラリア東岸のクイーンズランド州からニューサウスウェールズ州北部にかけ、生息していた。

## 形態
全長30cmほど。体色は頭部と胸が青緑色、背が灰褐色、額が赤く、目の周囲には黄緑色の輪。羽には大きな赤い斑点があり、尾羽は青。

## 絶滅の経緯

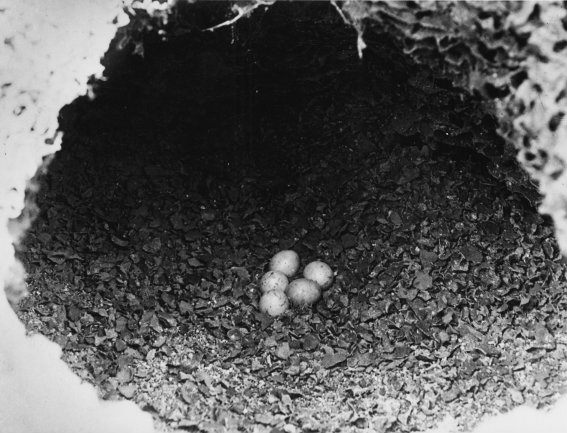
蟻塚に産み付けられた卵（1922年）

ゴクラクインコ（英名：PARADISE PARROT）の名は、姿の美しさからつけられた。ゴクラクインコを飼うことはイギリスで大ブームになったが、繁殖するまでには至らなかった。ゴクラクインコは飼うのが難しく、短期間で死んでしまううえ、蟻塚に巣を作るという（室内での繁殖には致命的な）習性があったのである。
1894年以降、ゴクラクインコを飼ったという記録はなく、野生の個体も1915年までには姿が見られなくなった。観賞用としての乱獲に加え、牧場や移入動物によってゴクラクインコの生息環境が破壊されたためである。1921年に1組のつがいが発見され、1927年には卵を孵すところも確認されたが、やがて巣を放棄して姿を消した。卵はみな腐っていた。それ以降、ゴクラクインコの姿を見た者はいない。

## 補足
- ある自然研究家はゴクラクインコについてこう言ったという。「これほど美しいものを何の保護策もなく地上に置いたのは、自然の神の思慮の足りなさではないか」と。
- 今でもなお他の種類のインコが、ゴクラクインコと偽って売られているという。

（以上2項目、ビデオシリーズ『20世紀生きもの黙示録』より）